# 伍洪祥
伍洪祥（1914年—2005年），福建省上杭县泮境乡元康村人，中华人民共和国政治人物。
早年参加农民运动。1934年，任红军独立第八团政治部主任、政委。抗日战争期间，担任中共梅县中心县委书记，中共永定中心县委书记。第二次国共内战期间，任华中野战军八纵副政委、华东野战军四纵第十二师政委，后改任第三野战军第七兵团第二十三军六十九师师长兼政委。1955年，任中共福建省委副书记；1957年，兼任福建省军区政委。1960年，任福建省代理省长，兼任中共福州市委第一书记。1979年，任福建省政协主席。